# Комерцијална банка Бафало
Комерцијална банка Бафало (енгл. Buffalo Commercial Bank) је једна од пет лиценцираних банака у Јужном Судану. Основана је 2008. године са седиштем у главном граду Џуби. Председник банке је Луал Акуек Луал Денг. Бави се одобравањем кредита, страном разменом и чувањем новца.